# فلايات إيفاسوف
فلايات سليمان أغلو إيفاسوف (بالأذرية: Vilayət Eyvazov) سياسيّ أذربيجاني، وشرطي، ووزير الداخلية الثامن لجمهورية أذربيجان (2019 - حتي الآن)، وكولونيل عام.

## حياته
ولد فلايات سليمان أغلو إيفاسوف في 1968 بقرية أبراقونوس بمحافظة جولفة. تخرج من مدرسة الشرطة التابعة لوزارة الشؤون الداخلية لجمهورية أذربيجان بمرتبة الشرف في 2000. وأدى خدمته العسكرية في صفوف القوات المسلحة الأذرية.

## المسئوليات والوظائف
- منذ 1994 بدأ عمله كشرطي، و عمل في عدد وظائف مختلفة في المخابرات الجنائية بوزارة الداخلية، وعمل كنائب رئيس شعبة في الدائرة الوطنية للتحقيقات الجنائية في وزارة الشؤون الداخلية لجمهورية أذربيجان.
- عمل كنائب رئيس ثم رئيس للدائرة الوطنية للتحقيقات الجنائية خلال 2001-2005.
- حصل على رتبة لواء عام 2004، وعلى رتبة فريق في 2006، وعلى كولونيل عام في 2019.
- تم تعيينه رئيسا للمخابرات الخارجية في جمهورية أذربيجان بموجب قرار رئيس جمهورية أذربيجان في 14 ديسمبر عام 2015.
- في 20 يونيو لعام 2019 بموجب قرار رئيس جمهورية أذربيجان تم فصله من منصب النائب الأول لوزير الداخلية وتعيينه وزيرًا للداخلية.[4]